# Rang de 5 estrelles

La insígnia de l'OTAN per a un rang de 5 estrelles

Un oficial de rang de 5 estrelles és un comandant superior en la majoria dels serveis armats amb un rang descrit amb el codi OTAN de OF-10. El terme és també emprat per diverses forces armades que no formen part de l'OTAN. Típicament, els oficials de 5 estrelles tenen títols com almirall de la flota, gran almirall, mariscal de camp, general de l'exèrcit o, en casos de les forces aèries amb una estructura de rang separada, mariscal de la força aèria. Els rangs de 5 estrelles són el rang màxim i com a tal són molt rars: només existeixen en una minoria de països i només són atorgats a molt pocs oficials en temps de guerra.

## Rangs de 5 Estrelles

### Alemanya
- Mariscal de Camp
- Gran Almirall

### Austràlia
- Almirall de la Flota
- Mariscal de Camp
- Mariscal de la Reial Força Aèria Australiana

### Estats Units
- Almirall de la Flota
- General de l'Exèrcit
- General de la USAF

Dins de les Forces Armades dels Estats Units han existit els següents oficials de 5 estrelles:
| • | Almirall de la Flota William Leahy          | 15 de desembre de 1944 |
| • | General de l'Exèrcit George Marshall        | 16 de desembre de 1944 |
| • | Almirall de la Flota Ernest King            | 17 de desembre de 1944 |
| • | General de l'Exèrcit Douglas MacArthur      | 18 de desembre de 1944 |
| • | Almirall de la Flota Chester Nimitz         | 19 de desembre de 1944 |
| • | General de l'Exèrcit Dwight D. Eisenhower   | 20 de desembre de 1944 |
| • | General de l'Exèrcit Henry H. Arnold        | 21 de desembre de 1944 |
| • | Almirall de la Flota William F. Halsey, Jr. | 11 de desembre de 1945 |
| • | General de la USAF Henry H. Arnold          | 7 de maig de 1949      |
| • | General de l'Exèrcit Omar Bradley           | 20 de setembre de 1950 |

Les dates dels 7 primers nomenaments van ser per establir tant un clar ordre de veterania i una equivalència entre l'Exèrcit i la Marina.
El 1949, el General Arnold va ser honorat sent nomenat el primer (i fins avui únic) General de la USAF. És l'únic americà en lluir un rang de 5 estrelles en dos dels seus serveis.

### França
- Mariscal de França
- Almirall de França

### Índia
- Mariscal de Camp
- Mariscal de la Força Aèria Índia

### Itàlia
- Mariscal d'Itàlia

### Regne Unit
- Almirall de la Flota
- Mariscal de Camp
- Mariscal de la Reial Força Aèria

### Unió Soviètica
- Almirall de la Flota de la Unió Soviètica
- Mariscal de la Unió Soviètica